# Dimensione dell'esercito romano
Per dimensione dell'esercito romano si intendono le modifiche (aumenti e riduzioni nel numero delle sue componenti militari: legioni, auxilia, coorti pretorie, coorti urbane, coorti di vigili e marina militare) interne che quest'ultimo subì nel corso della sua storia durata quasi dodici secoli, dal 753 a.C. al 476, con la caduta dell'Impero romano d'Occidente.

## Epoca regia (753 - 509 a.C.)
In seguito alla fondazione di Roma, il primo re, Romolo costituì, secondo la leggenda, una prima legione formata da 3.000 armati e 300 cavalieri, che potrebbe aver raddoppiato quando la città di Roma s'ingrandì e si unirono i Sabini, portando gli effettivi a 6.000 fanti e 600 cavalieri. A partire da Servio Tullio o comunque dai Tarquini, gli effettivi subirono un nuovo incremento, che portò il numero dei fanti a 17.000 e 1.800 cavalieri.

## Epoca repubblicana (509 - 31 a.C.)
Sappiamo da Tito Livio che al tempo della guerra latina (340-338 a.C.) si arruolavano normalmente due eserciti composti ciascuno da due legioni di 4.200/5.000 fanti e 300 cavalieri, per un totale complessivo di 16.800/20.000 fanti e 1.200 cavalieri, a cui andava sommato un numero pari di truppe alleate di fanteria e tre volte tanto per cavalleria pari a 16.800/20.000 fanti e 3.600 cavalieri (chiamati Socii).
Ai tempi delle guerre pirriche l'esercito romano messo in campo era costituito da 4 armate, ciascuna formato da 2 legioni di cittadini romani e da 2 unità (dette Alae, poiché erano posizionate sulle ali dello schieramento) di Socii (alleati italici). Ciascuna legione era composta a sua volta da 4.200/5.000 fanti e 300 cavalieri, mentre le unità di socii (Alae) erano formate da un numero pari di fanti, ma da una cavalleria tre volte superiore (900 cavalieri per singola unità). Il totale complessivo si aggirava, pertanto, attorno agli 80.000 armati, 10.000 dei quali erano cavalieri.
Attorno alla metà del III secolo a.C. l'esercito romano era composto da un corpo di occupazione di Sicilia e Taranto (2 legioni di 4.200 fanti e 300 cavalieri ciascuna); due eserciti consolari (ciascuno composto da 2 legioni ad effettivi rinforzati, pari a circa 5.200 fanti e 300 cavalieri per ciascuna legione) ed un numero di soldati alleati pari a circa 30.000 armati (di cui 2.000 cavalieri) in servizio attivo permanente, mentre altri 90.000 costituivano una riserva, pronta ad intervenire all'occorrenza e suddivisa in: 50.000 tra Etruschi e Sabini (di cui 4.000 cavalieri), 20.000 Umbri e Sarsinati e 20.000 Veneti e Cenomani. Il totale complessivo poteva raggiungere, pertanto, le 150.000 unità, di cui solo 30.000 romane (6 legioni).
Durante la guerra contro Annibale l'esercito romano arrivò a contare ben 23 legioni (nel 212-211 a.C.), o più probabilmente 25, come sostiene parte della critica moderna, dislocate in Italia, Illirico, Sicilia, Sardegna, Gallia Cisalpina e di fronte alla Macedonia. Si trattava di una forza pari a circa 115.000 fanti e 13.000 cavalieri circa (sulla base dei conteggi forniti da Polibio), a cui andava sommata la piccola squadra degli Scipioni in Spagna, la flotta dello Ionio (di 50 navi) e di Sicilia (di 100 navi).
Alla morte di Gaio Giulio Cesare c'erano 37 legioni romane in tutto il mondo romano, di cui ben 6 in Macedonia, 3 in Africa Proconsolare e 10 nelle province orientali. Non dimentichiamo che queste truppe erano estremamente mobili, tanto che i loro hiberna erano ancora rudimentali e poco più di un “campo di marcia”.
Al termine delle guerre civili tra Marco Antonio ed Ottaviano si contavano 60 legioni circa, pur se non a ranghi completi.

## Epoca imperiale

### Alto Impero romano (31 a.C. - 284)
All'epoca di Tiberio, secondo un recente studio di Le Bohec, le forze legionarie raggiunsero la ragguardevole cifra di 125.000, suddivise in 25 legioni, e di altrettanti combattenti tra le truppe ausiliarie per un totale di 250.000 armati (di cui circa 30.000 armati a cavallo). A queste andavano poi sommati 10.000 soldati posizionati nella Capitale, tra guardia pretoriana, coorti urbane, vigili, equites singulari Augusti, oltre a 40.000 marinai impiegati nella marina.
Sotto Traiano le legioni furono portate al numero di 30 (165.000 legionari circa), mentre il numero delle truppe ausiliarie era incrementato a 380 unità (per un totale di circa 200/220.000 ausiliari, di cui 70.000 cavalieri), superando la cifra totale i 360/380.000 armati.
Secondo lo studio di Holder del 2003 l'esercito romano contava quasi 380.000 armati tra legionari (154.000) e auxilia (223.000), senza considerare le guarnigioni di Roma (dalla guardia pretoriana, alle coorti di vigili e urbane), la flotta di Ravenna e Miseno, oltre a quelle minori lungo i principali fiumi (Reno e Danubio), lungo le coste di Mediterraneo, Mar Nero e nel canale della Manica:
| Province               | Paesi moderni equivalenti             | Alae (n.miliarie) | Cohortes (n.miliarie) | Totale unità | X | Cavalieri* | Fanti   | Totale auxilia | X | Num. legioni | Legionari fanti | X | Totale area |
| ---------------------- | ------------------------------------- | ----------------- | --------------------- | ------------ | - | ---------- | ------- | -------------- | - | ------------ | --------------- | - | ----------- |
| Britannia              | Inghilterra e Galles                  | 11 (1)            | 45 (6)                | 56           |   | 10.688     | 25.520  | 36.208         |   | 3            | 16.500          |   | 52.708      |
| Frontiere renana       |                                       |                   |                       |              |   |            |         |                |   |              |                 |   |             |
| Germania Inferiore     | Paesi Bassi                           | 6                 | 17                    | 23           |   | 4.512      | 8.160   | 12.672         |   | 2            | 11.000          |   | 23.672      |
| Germania Superiore     | Alsazia                               | 3                 | 22 (1)                | 25           |   | 3.336      | 10.880  | 14.216         |   | 2            | 11.000          |   | 25.216      |
| Frontiera danubiana    |                                       |                   |                       |              |   |            |         |                |   |              |                 |   |             |
| Raetia/Norico          | Sud Germania Svizzera/Austria         | 7 (1)             | 20 (5)                | 27           |   | 5.280      | 11.220  | 16.500         |   | 1            | 5.500           |   | 22.000      |
| Pannonia               | Ungheria occ. e Slovenia              | 11 (2)            | 21 (4)                | 32           |   | 8.304      | 11.360  | 19.664         |   | 3            | 16.500          |   | 36.164      |
| Mesia Superiore        | Serbia sett.                          | 2                 | 10                    | 12           |   | 1.864      | 4.800   | 6.664          |   | 2            | 11.000          |   | 17.664      |
| Mesia Inferiore        | Bulgaria/Romania ori.                 | 5                 | 12                    | 17           |   | 3.520      | 5.760   | 9.280          |   | 1            | 5.500           |   | 14.780      |
| Tre Dacie              | Romania                               | 11 (1)            | 32 (8)                | 43           |   | 7.328      | 17.920  | 25.248         |   | 2            | 11.000          |   | 36.248      |
| Frontiera orientale    |                                       |                   |                       |              |   |            |         |                |   |              |                 |   |             |
| Cappadocia             | Turchia ori.                          | 4                 | 15 (2)                | 19           |   | 3.368      | 7.840   | 11.208         |   | 3            | 16.500          |   | 27.708      |
| Siria, Giudea e Arabia | Siria, Palestina, Giordania e Israele | 12 (1)            | 43 (3)                | 55           |   | 10.240     | 21.600  | 31.840         |   | 5            | 27.500          |   | 59.340      |
| Nordafrica             |                                       |                   |                       |              |   |            |         |                |   |              |                 |   |             |
| Egitto                 | Egitto'                               | 4                 | 11                    | 15           |   | 3.008      | 5.280   | 8.288          |   | 2            | 11.000          |   | 19.288      |
| Mauretania e Africa    | Tunisia, Algeria e Marocco            | 10 (1)            | 30 (1)                | 40           |   | 7.796      | 14.720  | 22.516         |   | 1            | 5.500           |   | 28.016      |
| Province interne       |                                       | 2                 | 15                    | 17           |   | 2.224      | 7.200   | 9.424          |   | 1            | 5.500           |   | 14.924      |
| Totale IMPERO          |                                       | 88 (7)            | 293 (30)              | 381          |   | 71.468     | 152.260 | 223.728        |   | 28           | 154.000         |   | 377.728     |

Ai tempi dell'imperatore Settimio Severo l'esercito romano raggiunse quasi le 450.000 unità complessive, con ben 33 legioni (pari a 182.000 legionari) e oltre a 400 unità ausiliarie (pari a 250.000 ausiliari, di cui almeno 75.000 armati a cavallo circa). Le legioni invece nel corso della crisi del III secolo raggiunsero le 36 unità, pari a quasi 200.000 armati, tanto da superare le 500.000 unità complessive, comprese le truppe ausiliarie e la marina militare.

### Tardo Impero romano (284 - 476)

#### Diocleziano e Costantino (285-337)
Con la riforma tetrarchica di Diocleziano il numero complessivo delle legioni fu portato nel 300 a 53/56. La guarnigione di Roma subì un importante incremento (forse già nel corso del III secolo). Vi erano, infatti, 10 coorti pretorie di 1.000 uomini ciascuna, 4 coorti urbane di 1.500 uomini ciascuna, 7 di vigili di 1.000 uomini ciascuna e 1.000 equites singulares, per un totale di 24.000 uomini. La flotta del periodo era invece attestata attorno ai 45.500 uomini, come testimonierebbe un certo Giovanni Lido, monaco che scrisse ai tempi di Giustiniano.
L'ascesa al trono di Costantino ed il ripristino di una monarchia dinastica portò il numero delle legioni romane ad aumentare ulteriormente a 64/67, quando morì nel 337. La cifra potrebbe essere nuovamente stata aumentata se si considerano anche le milizie barbariche dei foederati, incluse nelle file dell'esercito romano.
In sintesi potremmo così riassumere il numero di armati dei primi tre secoli di Impero romano:
| Unità dell'esercito                      | Tiberio 24 | Traiano 107 | Adriano ca. 135 | Marco Aurelio 166/7 | Settimio Severo 211 | Aureliano Anarchia militare 275 | Diocleziano 305 | Costantino I 337 |
| ---------------------------------------- | ---------- | ----------- | --------------- | ------------------- | ------------------- | ------------------------------- | --------------- | ---------------- |
| Legioni                                  | 125.000    | 165.000     | 154.000         | 165.000             | 182.000             | 209.000                         | 265/280.000     | 320/335.000      |
| N.legioni                                | 25         | 30          | 28              | 30                  | 33                  | 37-38                           | 53-56           | 64-67            |
| Auxilia                                  | 125.000    | 224.000     | 224.000         | 224.000             | 250.000             | ~250.000 (?)                    | ~250.000 (?)    | ~243/228.000 (?) |
| Guardia pretoriana e guarnigioni di Roma | ~10.000    | ~15.000     | ~15.000         | ~15.000             | ~20.000             | ~20.000                         | 24.000          | 18.000           |
| Flotta militare romana                   | ~40.000    | ~50.000     | ~50.000         | ~50.000             | ~50.000             | ~45.000                         | 45.500          | 64.000           |
| Totale esercito romano                   | 300.000    | 454.000     | 443.000         | 454.000             | 502.000             | 524.000                         | 584/599.500     | 645.000          |

La stima di Agazia-Jones è stata tuttavia messa in dubbio da studi più recenti, che sostengono che la cifra di Agazia, ammettendo che sia valida, potrebbe rappresentare la forza ufficiale, ma non quella reale, dell'esercito di Costantino: nella realtà dei fatti, le unità del Tardo-Impero erano costituite da meno soldati di quanti ne contenessero ufficialmente, forse addirittura i due terzi in meno della cifra ufficiale. Sulla base di questa considerazione, i 645.000 soldati sulla carta secondo Agazia potrebbero essere stati non più di 400.000 circa in realtà. Quest'ultima cifra ben si accorda con le altre cifre totali fornite dalle fonti antiche, come la stima dell'autore del VI secolo Giovanni Lido, di 389.704 effettivi (escluse flotte) per l'esercito di Diocleziano. La cifra fornita da Lido è ritenuta dagli studiosi più credibile di quella di Agazia a causa della sua precisione (non è una cifra "tonda", implicando che forse fu trovata in un documento ufficiale) e per il fatto che è ascritta a un periodo di tempo specifico.
La stima di Jones di 645.000 effettivi, inoltre, si fonda su assunzioni sul numero di effettivi di ogni unità di limitanei che potrebbero essere troppo alte. Jones ha calcolato il numero di soldati delle unità in Egitto sotto Diocleziano usando l'evidenza fornita dai papiri di libri paga. Tuttavia, un più recente lavoro di R. Duncan-Jones, ricontrollando i calcoli, ha concluso che Jones aveva sovrastimato le dimensioni delle unità dalle 2 alle 6 volte. Per esempio, Jones aveva stimato che ogni legione sulle frontiere avesse circa 3.000 effettivi, mentre le altre unità erano composte da 500 uomini ciascuna; secondo le revisioni di Duncan-Jones, invece, le legioni di frontiera avevano circa 500 effettivi, un ala solo 160 e un'unità di equites 80. Anche ammettendo la possibilità che alcune di queste unità erano distaccamenti da unità più grandi, è probabile che la "forza" (il numero di effettivi) di ogni unità fosse di gran lunga più bassa che in precedenza.
Le stime di Duncan-Jones sono confermate anche dai risultati di numerosi scavi archeologici lungo le frontiere imperiali che suggeriscono che le fortezze del Tardo Impero furono progettate per accogliere guarnigioni più piccole rispetto a quelle del Principato. Dove tali siti possano essere identificati con i forti elencati nella Notitia, l'implicazione è che le unità residenti erano ancora più piccole. Esempi comprendono la Legio II Herculia, creata da Diocleziano, che occupava un forte grande solo 1/7 delle dimensioni di una tipica base legionaria del Principato, implicando una dimensione dell'unità di circa 750 effettivi. A Abusina sul Reno, la Cohors III Brittonum era ospitata in un forte avente circa il 10% della grandezza del suo vecchio forte di età traianea, suggerendo che contava solo circa 50 soldati. Queste evidenze devono essere prese con cautela in quanto l'identificazione dei siti archeologici con i nomi della Notitia non è sempre certa e ancora perché le unità in questione potrebbero essere distaccamenti (la Notitia frequentemente mostra la medesima unità in due o tre ubicazioni diverse simultaneamente). Nonostante ciò, i risultati degli scavi sembrano suggerire per le unità di frontiera piccole dimensioni.
Inoltre, i lavori più recenti suggeriscono che l'esercito regolare del II secolo era considerevolmente più grande dei circa 300.000 tradizionalmente assunti, in quanto le auxilia nel II secolo erano all'incirca il 50% più grandi delle legioni, a differenza dell'inizio del I secolo, quando legioni e auxilia avevano all'incirca lo stesso numero di effettivi. L'esercito del Principato probabilmente raggiunse un picco di circa 450.000 effettivi (escludendo flotte e foederati) verso la fine del II secolo. Inoltre, l'evidenza suggerisce che le dimensioni reali delle unità del II secolo erano tipicamente più prossime alle dimensioni ufficiali (circa 85%) rispetto a quelle del IV secolo. In ogni caso, le stime sulle dimensioni dell'esercito nel periodo del Principato sono basate su evidenze più certe rispetto a quelle sull'esercito tardo-imperiale, che sono altamente basate su ipotesi non certe, come la tabella qui sotto mostra.
| Corpi dell'esercito                      | Tiberio 24 | Adriano ca. 135 | Settimio Severo 211 | Crisi del III secolo 270 | Diocleziano 305 | Costantino I 337 | Notitia Dignitatum 420 |
| ---------------------------------------- | ---------- | --------------- | ------------------- | ------------------------ | --------------- | ---------------- | ---------------------- |
| LEGIONI                                  | 125.000    | 154.000         | 182.000             |                          |                 |                  |                        |
| AUXILIA                                  | 125.000    | 224.000         | 250.000             |                          |                 |                  |                        |
| GUARDIA PRETORIANA E GUARNIGIONI DI ROMA | ~~10.000   | ~15.000         | ~20.000             |                          |                 |                  |                        |
| Totali                                   | 260.000    | 393.000         | 452.000             | 303.000?                 | 390.000         | 410.000?         | 350.000?               |

NOTA: Nelle cifre viene incluso solo l'esercito regolare terrestre (esclusi quindi unità di foederati barbari ed effettivi della marina militare romana)

#### La Notitia dignitatum (inizi del V secolo)
Grazie infine alla Notitia dignitatum (databile agli inizi del V secolo), alcuni autori moderni, come il Jones, hanno proposto una ricostruzione delle dimensioni dell'esercito romano dell'epoca costantiniana, sulla base dell'elenco delle unità militari presenti sia nella parte orientale, sia in quella occidentale. Il risultato proposto dallo stesso può così riassumersi: 600.000 armati totali, di cui 104.000 comitatenses per la parte occidentale e 113.000 per quella orientale, oltre a 135.000 limitanei ancora in Occidente e 248.000 in Oriente. Al contrario Giovanni Lido riporta per l'esercito di Diocleziano un totale di effettivi, compresa la flotta militare, pari a 435.266.

##### L'Oriente
Vediamo ora nel dettaglio come erano suddivisi i due imperi, dopo la suddivisione definitiva avvenuta con Teodosio I. Per la parte orientale:
| Unità dell'esercito             | Magister officiorum | Magister militum praesentalis I | Magister militum praesentalis II | Magister militum per Orientem | Magister militum per Thracias | Magister militum per Illyricum |
| ------------------------------- | --- | --- | --- | --- | --- | --- |
| Scholae palatinae               | 7 unità: Scola scutariorum prima, Scola scutariorum secunda, Scola gentilium seniorum, Scola scutariorum sagittariorum, Scola scutariorum clibanariorum, Scola armaturarum iuniorum, Scola gentilium iuniorum. | | | | | |
| Vexillatio palatina             | | 5 unità: Equites promoti seniores, Comites clibanarii, Comites sagittarii iuniores, Comites Taifali, Equites Arcades. | 6 unità: Comites seniores, Equites brachiati iuniores, Equites Batavi iuniores, Comites sagittarii Armeni, Equites Persae clibanarii, Equites Theodosiaci seniores. | | 3 unità: Comites Arcadiaci, Comites Honoriaci, Equites Theodosiaci iuniores. | |
| Vexillatio comitatensis         | | 7 unità: Equites catafractarii Biturigenses, Equites armigeri seniores Gallicani, Equites quinto Dalmatae, Equites nono Dalmatae, Equites primi scutarii, Equites promoti iuniores, Equites primi clibanarii Parthi. | 6 unità: Equites catafractarii, Equites catafractarii Ambianenses, Equites sexto Dalmatae, Equites secundi scutarii, Equites scutarii, Equites secundi clibanarii Parthi. | 10 unità: Comites catafractarii Bucellarii iuniores, Equites armigeri seniores Orientales, Equites tertio Dalmatae, Equites primi scutarii Orientales, Equites secundi stablesiani, Equites tertii stablesiani, Equites promoti clibanarii, Equites quarti clibanarii Parthi, Equites primi sagittarii, Cuneus equitum secundorum clibanariorum Palmirenorum. | 4 unità: Equites catafractarii Albigenses, Equites sagittarii seniores, Equites sagittarii iuniores, Equites primi Theodosiani. | 2 unità: Equites sagittarii seniores, Equites Germaniciani seniores. |
| Legio palatina                  | | 6 unità: Lanciarii seniores, Ioviani iuniores, Herculiani iuniores, Fortenses, Nervii, Matiarii iuniores, | 6 unità: Matiarii seniores, Daci, Scythae, Primani, Undecimani, Lanciarii iuniores. | | | 1 unità: Britones seniores. |
| Auxilia palatina                | | 18 unità: Batavi seniores, Brachiati iuniores, Salii, Constantiani, Mattiaci seniores, Sagittarii seniores Gallicani, Sagittarii iuniores Gallicani, Tertii sagittarii Valentis, Defensores, Raetobarii, Anglevarii, Hiberi, Visi, Felices Honoriani juniores, Victores, Primi Theodosiani, Tertii Theodosiani, Felices Theodosiani Isauri. | 17 unità: Regii, Cornuti, Tubantes, Constantiniani, Mattiaci iuniores, Sagittarii seniores Orientales, Sagittarii iuniores Orientales, Sagittarii dominici, Vindices, Bucinobantes, Falchouarii, Thraces, Teruingi, Felices Theodosiani, Felices Arcadiani iuniores, Secundi Theodosiani, Quarti Theodosiani. | 2 unità: Felices Arcadiani seniores, Felices Honoriani seniores. | | 6 unità: Ascarii seniores, Ascarii iuniores, Petulantes iuniores, Sagittarii lecti, Inuicti iuniores, Atecotti.                                                                 |
| Legio comitatensis              | | | | 9 unita: Quinta Macedonica, Martenses seniores, Septima gemina, Decima gemina, Balistarii seniores, Prima Flavia Constantia, Secunda Flavia Constantia Thebaeorum, Secunda Felix Valentis Thebaeorum, Prima Flavia Theodosiana. | 20 unità: Solenses seniores, Menapii, Prima Maximiana Thebaeorum, Tertia Diocletiana Thebaeorum, Tertiodecimani, Quartodecimani, Prima Flavia gemina, Secunda Flavia gemina, Constantini seniores, Divitenses Gallicani, Lanciarii Stobenses, Constantini Dafnenses, Balistarii Dafnenses, Balistarii iuniores, Pannoniciani iuniores, Taanni, Solenses Gallicani, Iulia Alexandria, Augustenses, Valentinianenses | 8 unità: Matiarii constantes, Martii, Dianenses, Germaniciani seniores, Secundani, Lanciarii Augustenses, Minervii, Lanciarii iuniores.                                         |
| Legio pseudocomitatensis        | | | 1 unità: Auxiliarii sagittarii. | 10 unita: Prima Armeniaca, Secunda Armeniaca, Fortenses auxiliarii, Funditores, Prima Italica, Quarta Italica, Sexta Parthica, Prima Isaura sagittaria, Balistarii Theodosiaci, Transtigritani. | | 9 unità: Timacenses auxiliarii, Felices Theodosiani iuniores, Bugaracenses, Scupenses, Ulpianenses, Merenses, Secundi Theodosiani, Balistarii Theodosiani iuniores, Scampenses. |
| Totale unità da campagna        | 7 unità | 36 unità | 36 unità | 31 unità | 28 unità | 26 unità |
| Legioni di ripenses e limitanei | | 10 unità: Legio II Flavia Constantia Thebaeorum, Legio II Traiana, Legio I Valentiniana, Legio I Maximiana, Legio III Diocletiana, Legio II Valentiniana; Legio V Macadonica, Legio XIII Gemina, Legio III Diocletiana, Legio II Traiana.                                                                                                   | 5 unità: Legio II Isaura, legio III Isaura; Legio XV Apollinaris, legio XII Fulminata, legio I Pontica. | 10 unità: legio I Illyricorum, legio III Gallica; legio IV Scythica, legio XVI Flavia Firma; legio X Fretensis; legio IV Parthica; legio I Parthica Nisibena, legio II Parthica; legio III Cyrenaica, legio IV Martia; | 4 unità: legio I Italica, legio XI Caludia; legio II Herculia, legio I Iovia; | 4 unità: legio IV Flavia, legio VII Claudia; legio V Macedonica, legio XIII Gemina.                                                                                             |

Alle legioni sopra elencate vanno poi aggiunte tutte le unità minori di limitanei (auxilia, numeri, cohortes, cunei, equites, ecc.) posizionate lungo i confini imperiali e che rispondevano ai seguenti ufficiali: il Dux Thebaidos, il Dux Libyarum, il Comes limitis Aegypti, il Dux Armeniae, il Comes per Isauriam, il Dux Foenicis, il Dux Syriae, il Dux Palaestinae, il Dux Osrhoenae, il Dux Mesopotamiae, il Dux Arabiae, il Dux Moesiae secundae, il Dux Scythiae, il Dux Daciae ripensis e il Dux Moesiae primae.

##### L'Occidente
Vediamo invece qui sotto nel dettaglio la parte occidentale:
| Unità dell'esercito             | Magister officiorum | Numerus intra Italiam | Numerus intra Gallias e Numerus intra Britannias | Numerus intra Illyricum | Numerus intra Hispanias e Numerus intra Tingitaniam | Numerus intra Africam |
| ------------------------------- | --- | --- | --- | --- | --- | --- |
| Scholae palatinae               | 5 unità: Scola scutariorum I, Scola scutariorum II, Scola armaturarum seniorum, Scola gentilium seniorum, Scola scutatorium III. | | | | | |
| Vexillatio palatina             | | 6 unità: Comites seniores, Equites promoti seniores, Equites brachiati seniores, Equites cornuti seniores, Comites Alani, Equites constantes Valentinianenses iuniores. | 4 unità in Gallia: Equites Batavi seniores, Equites cornuti seniores, Equites Batavi iuniores, Equites brachiati iuniores. | | | |
| Vexillatio comitatensis         | | 1 unità: Equites Mauri feroces. | 8 unità in Gallia: Equites Honoriani seniores, Equites Honoriani iuniores, Equites armigeri seniores, Equites octavo Dalmatae, Equites Dalmatae Passerentiaci, Equites primi Gallicani, Equites Mauri alites, Equites Constantiani feroces. 6 unità in Britannia: Equites catafractarii iuniores, Equites scutarii Aureliaci, Equites Honoriani seniores, Equites stablesiani, Equites Syri, Equites Taifali.              | | 3 unità in Tingitania: Equites scutarii seniores, Equites sagittarii seniores, Equites sagittari Cordueni. | 19 unità: Equites stablesiani Italiciani, Equites scutarii seniores, Equites stablesiani seniores, Equites Marcomanni, Equites sagittari clibanarii, Equites sagittarii Parthi seniores, Equites armigeri seniores, Equites armigeri iuniores, Equites cetrati seniores, Equites primo sagittarii, Equites secundo sagittarii, Equites tertio sagittarii, Equites quarto sagittarii, Equites Parthi sagittarii iuniores, Equites cetrati iuniores, Equites promoti iuniores, Equites sagittarii iuniores, Equites Honoriani iuniores, Equites scutarii iuniores scolae secundae. |
| Legio palatina                  | | 8 unità: Ioviani seniores, Herculiani seniores, Divitenses seniores, Tongrecani seniores, Pannoniciani seniores, Moesiaci seniores, Octavani, Thebaei. | 1 unità in Gallia: Lanciarii Sabarienses. | | | 3 unità: Armigeri propugnatores seniores, Cimbriani, Armigeri propugnatores iuniores. |
| Auxilia palatina                | | 22 unita: Cornuti seniores, Brachiati seniores, Petulantes seniores, Celtae seniores, Heruli seniores, Batavi seniores, Mattiaci seniores, Iovii seniores, Cornuti iuniores, Victores seniores, Leones iuniores, Exculcatores seniores, Grati, Felices iuniores, Sabini, Honoriani Atecotti iuniores, Brisigavi iuniores, Honoriani Mauri iuniores, Galli victores, Gratianense iuniores, Placidi Valentinianici felices, Marcomanni. | 16 unità in Gallia: Mattiaci iuniores, Leones seniores, Brachiati iuniores, Salii seniores, Gratianenses, Brocteri (o Bructeri), Ampsivarii, Valentinianenses, Batavi iuniores, Britones, Atecotti Honoriani seniores, Sagittarii Nervii Gallicani, Iovii iuniores Gallicani, Mattiaci iuniores Gallicani, Atecotti iuniores Gallicani, Ascarii Honoriani seniores. 1 unità in Britannia: Victores iuniores britanniciani. | 12-13 unità: Sagittarii Tungri, Iovii iuniores, Sequani, Raeti, Sagittarii venatores, Latini, Valentinianenses felices, Honoriani victores, Seguntienses, Tungri, Mauri Honoriani seniores, Valentinianenses, Catarienses[?]. | 11 unità in Hispania: Ascarii seniores, Ascarii iuniores, Sagittarii Nervii, Exculcatores iuniores, Tubantes, Felices seniores, Invicti seniores, Victores iuniores, Invicti iuniores Britones, Brisigavi seniores, Salii iuniores Gallicani. 2 unità in Tingitania: Mauri tonantes seniores, Mauri tonantes juniores. | 1 unità: Celtae iuniores. |
| Legio comitatensis              | | 5 unità: Mattiarii iuniores, Septimani iuniores, Regii, Germaniciani, III Iulia Alpina. | 9 unità in Gallia: Armigeri defensores seniores, Lanciarii Honoriani Gallicani, Menapii seniores, Secundani Britones, Ursarienses, Praesidienses, Geminiacenses, Cortoriacenses, Honoriani felices Gallicani. 2 unità in Britannia: Primani iuniores, Secundani iuniores. | 6 unità: Mattiarii Honoriani Gallicani, Tertiani, III Herculea, Propugnatores iuniores, Pacatianenses, Mauri cetrati. | 5 unità in Hispania: Fortenses, Propugnatores seniores, Septimani seniores, Vesontes, Undecimani. 2 unità in Tingitania: Constantiniani, Septimani iuniores. | 8 unità: Secundani Italiciani, Primani, Secundani, Tertiani, Constantiniani, Constantiaci, Tertia Augustani, Fortenses. |
| Legio pseudocomitatensis        | | 2 unità: I Iulia Alpina, Pontinenses. | 21 unità (delle quali 10 certe e 11 incerte) in Gallia: I Flavia Gallicana, Martenses, Abrincateni, Defensores seniores, Mauri Osismiaci, I Flavia, Superventores iuniores, Cornacenses, Romanenses, Septimani iuniores; e di natura incerta come: Ballistarii, Defensores iuniores, Garronenses, Anderetiani, Acincenses, Cursarienses iuniores, Musmagenses, Insidatores, Truncensimani, Abulci, Exploratores.           | 3 unità: Lanciarii Lauriacenses, Lanciarii Comaginenses, II Iulia Alpina. | | |
| Totale unità da campagna        | 5 unità | 44 unità | 59 unità in Gallia e 9 unità in Britannia | 22 unità | 16 unità in Spagna e 7 unità in Tingitania | 31 unità |
| Legioni di ripenses o limitanei | | 1 unità: legio III Italica. | 2 unità in Britannia: legio VI Victrix; legio II Augusta. | 8 unità: legio II Italica, legio I Noricorum, legio X Gemina, legio XIV Gemina; legio V Iovia, Legio VI Herculia; legio I Adiutrix, legio II Adiutrix.                                                                        | 1 unità in Hispania: legio VII Gemina. | |

Alle legioni sopra elencate vanno, infine, sommate tutte le unità minori di limitanei (auxilia, numeri, cohortes, cunei, equites, ecc.) posizionate lungo i confini imperiali e che rispondevano ai seguenti ufficiali: il Dux Raetiae primae et secundae, il Comes tractus Argentoratensis, il Dux Belgicae secundae, il Dux Germaniae primae, il Dux Mogontiacensis, il Dux Sequanicae, il Dux tractus Armoricani et Neruicani, il Comes Illyrici, il Comes Hispaniae, il Dux Pannoniae secundae, il Dux Valeriae ripensis, il Dux Pannoniae primae et Norici ripensis, il Comes Tingitaniae, il Comes Africae, il Dux limitis Mauretaniae Caesariensis, il Dux limites Tripolitani, il Comes Britanniarum, il Comes litoris Saxonici per Britannias ed il Dux Britanniarum.